# Cyclorhiza eteonicola
Cyclorhiza eteonicola är en kräftdjursart som beskrevs av Heegaard 1942. Cyclorhiza eteonicola är enda arten i släktet Cyclorhiza som tillhör familjen Phyllodicolidae. Inga underarter finns listade i Catalogue of Life.